# Tiotixén
A tiotixén szkizofrénia kezelésére alkalmazott hatóanyag. Használata demencia (idősköri szellemi leépülés) esetén ellenjavallt, mert növeli az elhalálozás kockázatát.
Kémiai szerkezete szerint tioxantén-származék. Két sztereoizomerje közül a cisz számít hatóanyagnak.

## Működésmód
Dopamin D2(en) és szerotonin 2a receptor(en) (5-HT2a) antagonista. Kisebb mértékben más receptorokat is gátol:
- dopamin D1(en), D2, D3(en) és D4(en)
- szerotonin 5-HT1(en) és 5-HT2(en)
- hisztamin H1(en)
- adrenerg α1(en) és adrenerg α2(en)
- muszkarinos acetilkolin M1(en) és M2(en).

## Mellékhatások
A tiotixén sokféle receptorra hat, ezért számos mellékhatása is van, és sok gyógyszerrel kölcsönhatásba lép, melyek fő- vagy mellékhatásként hatnak e receptorokra. Fontos, hogy az orvos és a fogorvos tudjon a tiotixénről és a többi szedett gyógyszerről is. A tiotixént nem szabad tramadollal és karbamazepinnel együtt szedni. Az utóbbi gyengíti a tiotixén hatását.
A leggyakoribb mellékhatás az álmosság, melyet az alkohol és az altató/nyugtató típusú gyógyszerek és a meleg idő felerősít. A gyors felállás és leülés szédülést vagy akár ájulást is okozhat.
A tiotixén csökkenti a szervezet ellenállóképességét, különösen idős korban.

A legveszélyesebb, ritkán előforduló mellékhatás a malignus neuroleptikus szindróma(en), mely pszichózis elleni gyógyszerek szedésekor fordul elő (a tiotixén is e kategóriába tartozik). 
A tiotixén bizonyos betegeknél merevséget és mozgatási nehézségeket okoz a láb, a kar és az arc izmaiban, beleértve a nyelvet és a rágóizmokat is. A terhesség harmadik trimeszterében ez áttevődhet a magzatra is. Terhesség esetén mérlegelni kell a szedés előnyeit és veszélyeit.
A tiotixén szedése bizonyos terhességi teszteknél hamis eredményt okozhat.
Nem ismert, hogy a tiotixén kiválasztódik-e az anyatejbe.
A tiotixénnek számos további mellékhatása is van, pl.:
- izommerevség, magas láz, izzadás, zavartság, gyors vagy egyenlőtlen szívverés, ájulásérzés
- nyelési zavarok
- hányinger, hányás, hasmenés vagy épp ellenkezőleg: székrekedés, étvágytalanság, súlyvesztés
- szájszárazság, szomjúságérzés.

## Veszélyek
|         | Szájon át | Bőr alá | Hasüregbe |
| ------- | --------- | ------- | --------- |
| egér    | 400       | 4       | 100       |
| patkány | 720       | 2       | 55        |

## Készítmények
A nemzetközi gyógyszerkereskedelemben:
Önállóan:
- Navan
- Navane
- Navaron
- Orbinamon
- Thiothixene

Hidroklorid alakban:
- Thixit

Magyarországon nincs forgalomban.